# Уза (річка)
Уза (біл. Уза) — річка в Буда-Кошельовському і Гомельському районах Гомельської області Білорусі, права притока річки Сож.
Довжина річки 76 км. Площа водозбору 944 км². Починається за 1,2 км у напрямку на північний захід від села Березівка Буда-Кошелевського району, впадає у Сож на околиці агромістечка Бобовичі Гомельського району. Протікає по Придніпровській низовині. Долина річки трапецієподібна, завширшки 0,6 - 1,5 км. Заплава відсутня у верхній і нижній течії, в іншій частині двостороння, шириною 200-700 м. Русло каналізоване. Береги річки круті, висотою до 3,5 м.

## Притоки
- Журбиця (ліва)
- Біличанка (ліва)
- Іволька (права)
- Мільчанська канава (права)
- Рандовка (ліва)
- Хочамля (права)

## На річці розташовані
Міське селище Уваровичі. Агромістечка: Бобовичі, Тереничі. Села: Уза, Прибор, Галіївка, Телеші, Іванівка, Пянчин.